# Katedra Świętego Marcina w Utrechcie

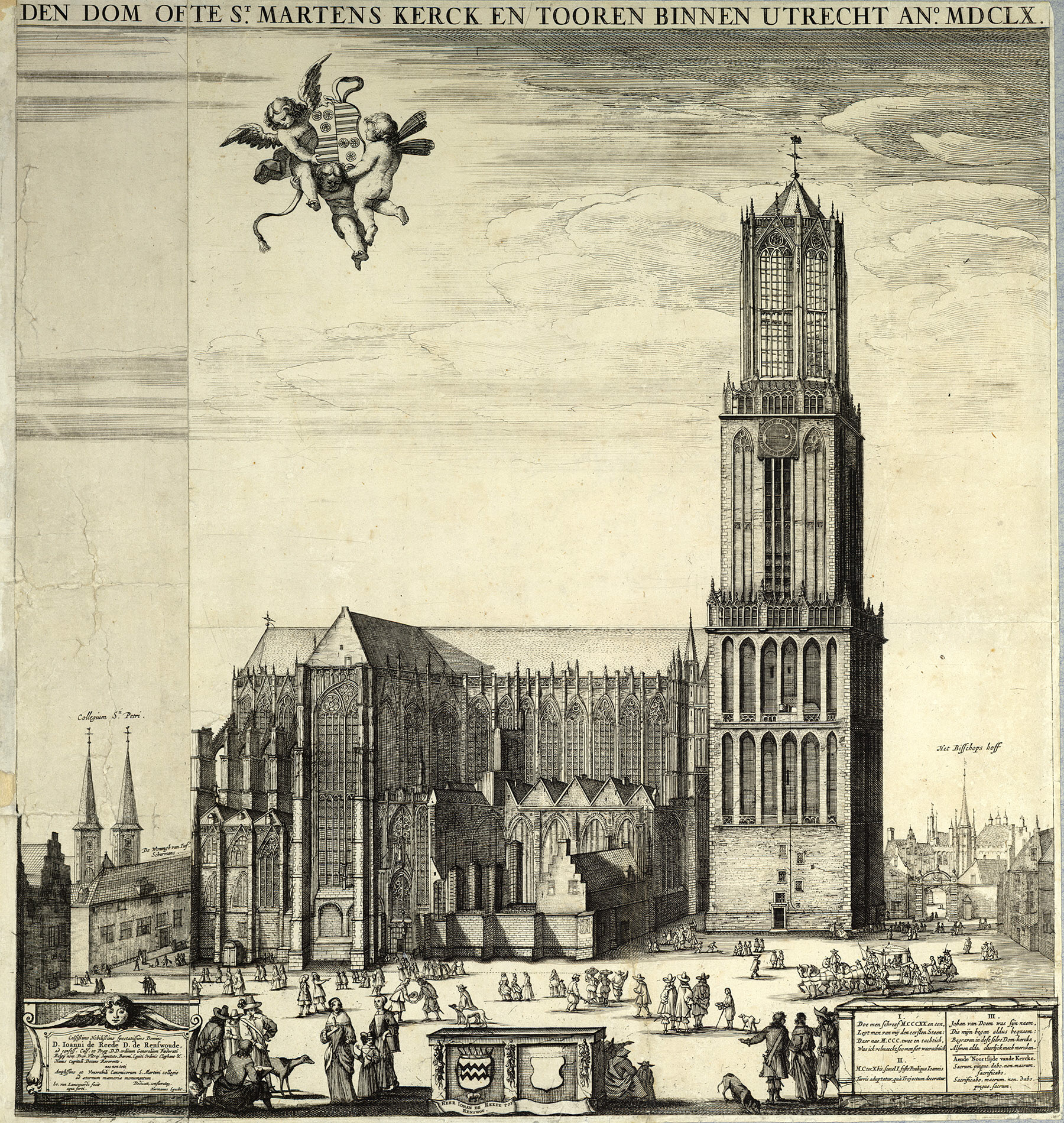
Katedra w Utrechcie, stan przed runięciem korpusu nawowego. Rycina Stevena van Lamsweerde z 1660

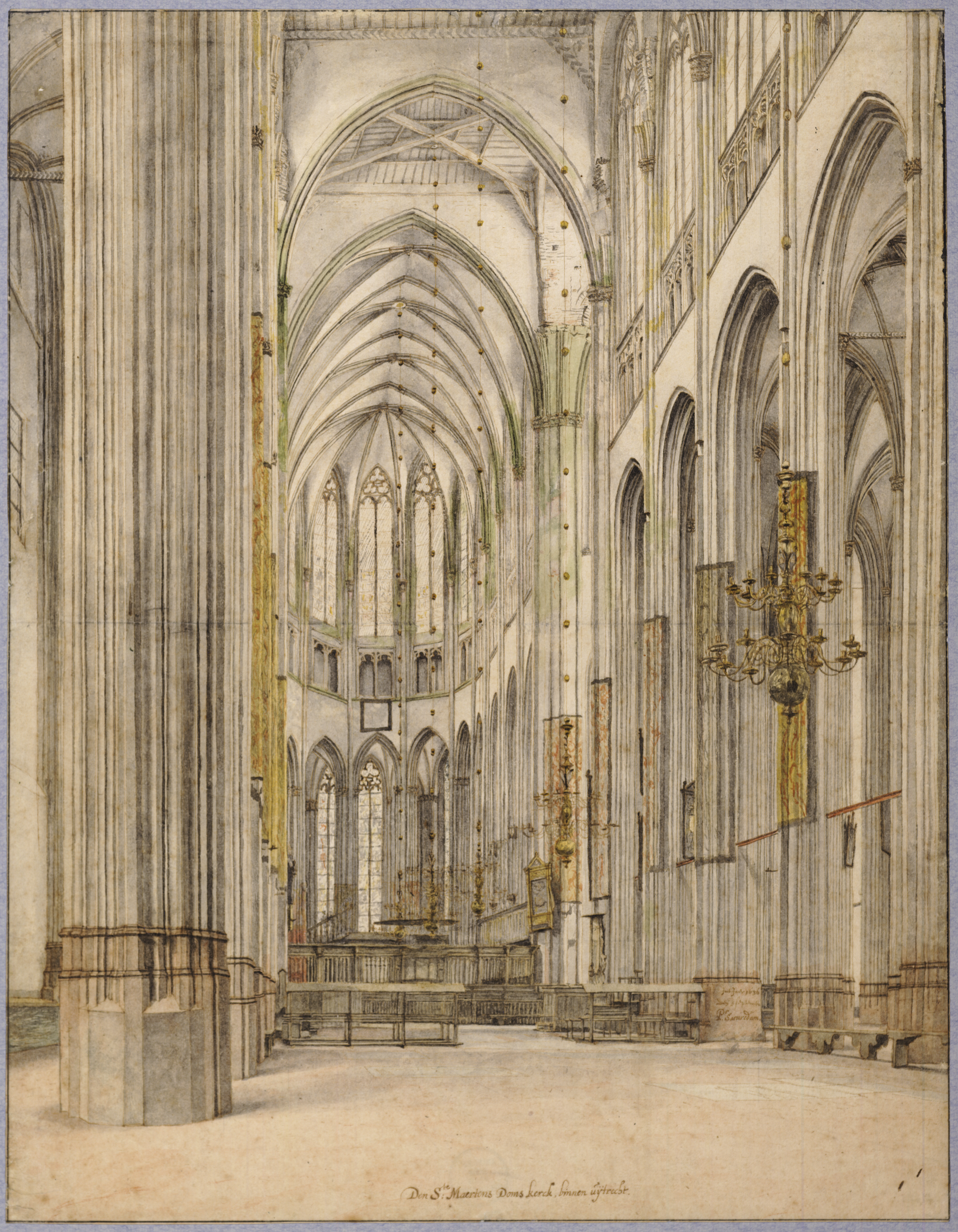
Pieter Jansz Saenredam - Wnętrze katedry w Utrechcie

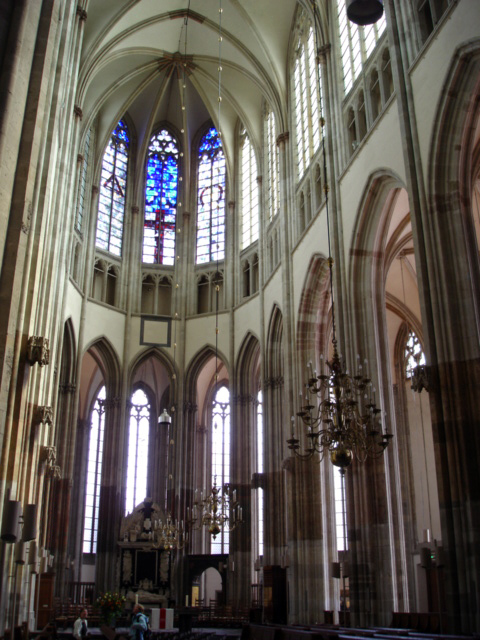
Wnętrze prezbiterium

Katedra Świętego Marcina w Utrechcie niderl. Sint-Maarten Domkerk van Utrecht – historyczny kościół katedralny diecezji Utrechtu (dziś Prowincja Utrecht, Holandia), jeden z największych gotyckich kościołów w północnych Niderlandach, główny kościół biskupi tego regionu. Pod wezwaniem świętego Marcina. W 1580 przejęty przez kalwinistów. Cenny przykład architektury gotyckiej, jedyny kościół w Niderlandach, który przyjął formy francuskiego gotyku klasycznego. dominantą świątyni jest wysoka na 112,32 m wieża zachodnia, która pojawiała się w wielu dziełach malarstwa, m.in. w Ołtarzu Gandawskim Huberta i Jana van Eycków.

## Dzieje
Burzliwa historia katedry utrechckiej sięga VII wieku. Około 600 roku powstała drewniana kaplica dedykowana świętemu Marcinowi, fundowana przez duchowieństwo frankijskie, którego działalność na tym terenie popierali królowie merowińscy. Nieznane jest pierwotne położenie kaplicy, wiadomo że wkrótce zniszczyli ją pogańscy Fryzowie. Święty Wilibrord (zm. 739), biskup schrystianizowanej Fryzji wzniósł w miejscu obecnej katedry kamienny kościół, który przetrwał do IX wieku, kiedy uległ zniszczeniom w wyniku najazdu Normanów. Odbudował ją w X stuleciu biskup Balderyk. Założone jeszcze za urzędu Wilibrorda biskupstwo Utrechtu w 799 roku zostało włączone do arcybiskupstwa kolońskiego. Katedra Balderyka spłonęła i następnie za biskupa Adalbolda II wzniesiono kolejny romański kościół, konsekrowany w 1023. Wówczas już Utrecht był znaczącym miastem w Rzeszy. Od czasów panowania dynastii salickiej cesarz był honorowym kanonikiem katedralnym. W Utrechcie zmarli cesarze Konrad II (1039) i Henryk V (1125). Wszakże zostali pochowani w katedrze w Spirze, w katedrze w Utrechcie znajdują się serca tych cesarzy. Świadectwem obecności najwyższych władz Rzeszy są tzw. kamienie cesarskie (keizerssteentjes) umieszczone w prezbiterium.
Katedra Adalbolda przetrwała do roku 1253 kiedy miał miejsce pożar pustoszący niemal całe miasto. Rok później, ówczesny hierarcha Hendrik van Vianden zainicjował wzniesienie nowej gotyckiej katedry. Prace nad wielką świątynią, wzorowaną na katedrze kolońskiej trwały aż do XVI stulecia. W 1295 roku konsekrowano gotyckie prezbiterium. Wieżę zachodnią wzniesiono w latach 1321-1382. Rok 1515 uznaje się za datę ukończenia budowy całej katedry.
Reformacja, która objęła także Niderlandy przyniosła kres rządów katolickich biskupów w Utrechcie. W 1572 w ramach zainicjowanego przez kalwinistów ikonoklazmu zniszczono bogaty wystrój wnętrza ze względu na liczne wizerunki Marii i świętych i niezgodną z myślą Jana Kalwina dotyczącą idei wystroju świątyni chrześcijańskiej. W 1580 roku władze miasta przekazały katedrę kalwinistom, którzy sprawowali pieczę nad świątynią z przerwą w latach 1673/74 kiedy to Utrecht okupowały wojska francuskiego króla Ludwika XIV. Przez ten okres w katedrze odbywały się katolickie nabożeństwa. Los licznych mieszkańców miasta wyznania katolickiego w XVI i XVII wieku był trudny; swoje nabożeństwa odprawiali w schuilkerken - kościołach urządzanych głównie wewnątrz domów mieszczańskich. Ponadto modlili się w kaplicy Św. Gertrudy, która stała się katedrą katolicką. W 1853 roku restytuowano arcybiskupstwo utrechckie, którego siedzibą stał się należący w średniowieczu do karmelitów kościół Św. Katarzyny.
1 sierpnia 1674 Utrecht nawiedziła burza z wichurą, która spowodowała runięcie korpusu nawowego. Powodem tych zniszczeń były także wadliwa konstrukcja i liczne niedokończenia w pracach budowlanych nad tą częścią świątyni. Pomimo restauracji kościoła w XIX i na początku XX wieku nigdy nie zrekonstruowano korpusu nawowego.

## Architektura

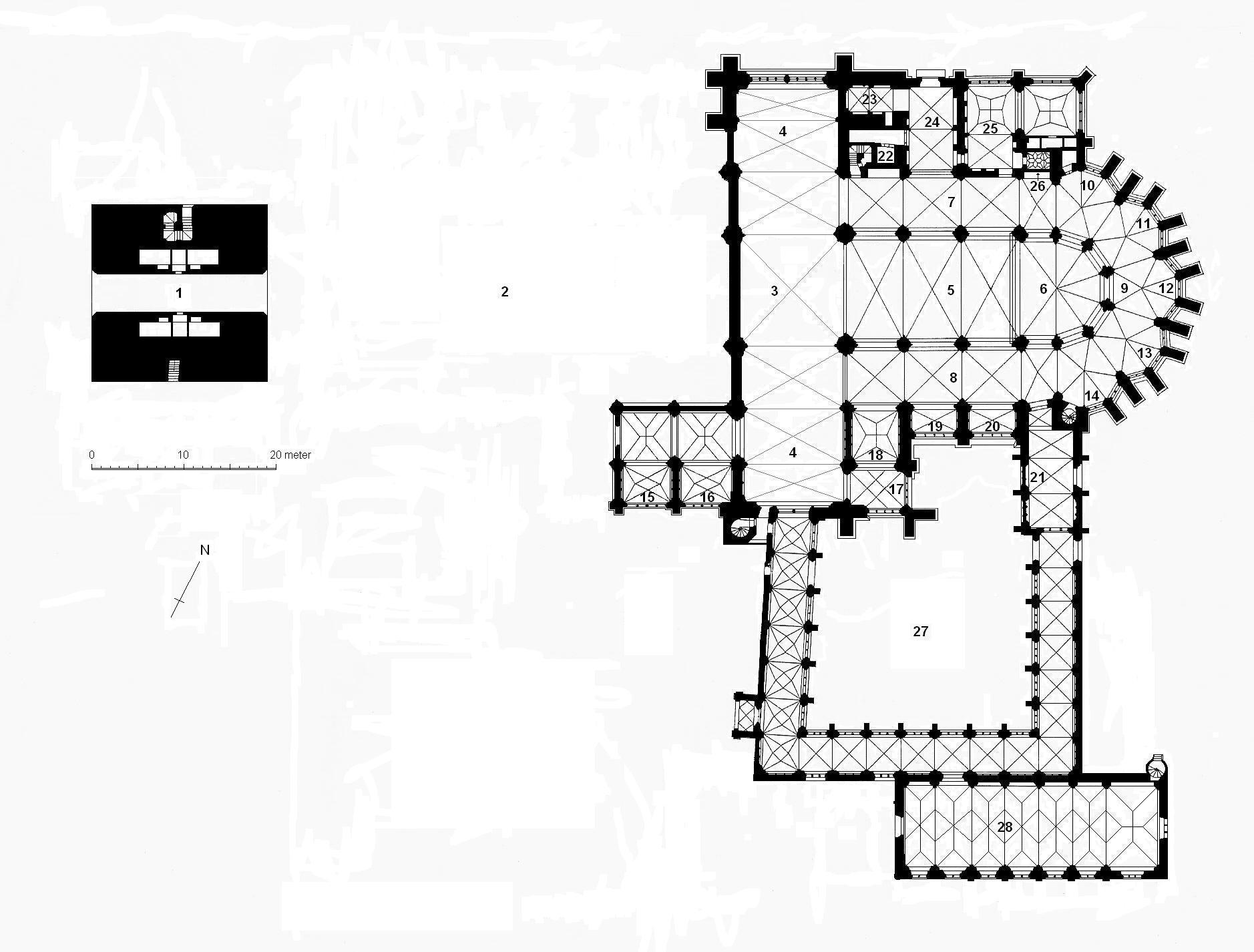
Plan katedry utrechckiej
Legenda:
1 Wieża, 2 Miejsce dawnego korpusu nawowego, 3 Skrzyżowanie naw, 4 Transept, 5 Prezbiterium, 6 Przęsło wschodnie, 7 Północna nawa boczna, 8 Południowa nawa boczna, 9 Obejście z kaplicami, 10 Kaplica Świętych Dionizego i Bartłomieja, 11 Kaplica Świętych Andrzeja i Pontiana, 12 Kaplica Św. Krzyża, 13 Kaplica Św. Piotra i Św. Pawła, 14 Kaplica Świętych Szymona i Judy, 15 Kaplica rodu van Veen, 16 Kaplica rodu van Montfoort, 17 Kaplica prepozytorów, 18 bpa Rudolfa van Diepholt, 19 Kaplica bpa Guya van Avesnes, 20 Kaplica bpa Jana van Arkel, 21 Portal południowo-wschodni, 22 Kaplica prepozyta Zwedera van Uterlo, 23 Kaplica Św. Błażeja, 24 Kaplica bpów Friedricha i Johanna van Sierck, 25 Zakrystia i biblioteka, 26 Kaplica Jedenastu Tysięcy Dziewic, 27 Wirydarz, 28 Wielki Kapitularz

W obecnym stanie katedra składa się z  prezbiterium, transeptu i zabudowań dawnego monasterium kanonickiego przylegającego do katedry od strony południowej. Wieża zachodnia jest dziś odrębną budowlą.
Prezbiterium składa się z trzech przęseł, czwarte jest zamknięte poligonalnie (7/12). Prezbiterium flankują nawy boczne o układzie bazylikowym, połączone wieńcem kaplic. Kaplice znajdują się także przy nawach bocznych prezbiterium, mają plan prostokątny. Po północnej stronie prezbiterium mieści się także zakrystia i skarbiec. W całości zachował się transept, natomiast z pierwotnego korpusu nawowego zachowały się jedynie dwa przęsła nawy południowej. Dzięki przekazom ikonograficznym wiadomo iż bazylikowy, pięcionawowy korpus liczył siedem przęseł. Ponadto od północnej strony do katedry przylegała dwunawowa kaplica.
Prezbiterium ma formę charakterystyczną dla gotyku klasycznego. Bezpośredni wpływ na kształt tej części świątyni miała katedra w Kolonii; biskupstwo Utrechtu, podlegało arcybiskupstwu, a następnie elektoratowi kolońskiemu. Wewnątrz zastosowano trójkondygnacyjny podział - smukłe arkady międzynawowe, tryforium i kondygnacja okien. Wnętrze nakryte jest sklepieniem krzyżowo-żebrowym wspartym na służkach które przylegają w górnej partii do ścian, poniżej tryforium do filarów wiązkowych. Zastosowano klasyczny podział okien i tryforium, w przęśle absydialnym są dwudzielne, w pozostałych czterodzielne. Zgoła odmiennie wygląda obejście, które de facto jest ściśle zintegrowane z wieńcem kaplic, kosztem klasycznego przedłużenia naw bocznych. Każda kaplica jest trójbocznie zamknięta, ma plan nieregularnego wydłużonego sześcioboku. Na zewnątrz zastosowano system przyporowy. Powyżej potężnych czterouskokowe przypory kaplic wznoszą się filary przyporowe (połączone ze ścianą prezbiterium łękami oporowymi) zwieńczone fialami. Rozglifione okna prezbiterium zwieńczone są wimpergami.
Transept posiada zbliżone do prezbiterium formy architektoniczne. Wyróżniającą cechą tej części kościoła jest wyeksponowanie elewacji transeptu poprzez przeprucie niemal całych ścian (powyżej portalów po koronę muru) ostrołukowymi oknami o wyszukanej dekoracji maswerkowej. Architektura kaplic nie jest jednorodna, znaczna część z nich nakryta jest sklepieniami gwiaździstymi i sieciowymi, artykulacja i dekoracja elewacji jest późnogotycka.
Z zabudowań monasterium kanonickiego zachowały się trzy skrzydła krużganku i przylegający do nich od strony południowej kapitularz o siedmiu przęsłach.

## Wystrój wnętrza
Dawny, bogaty wystrój wnętrza został zniszczony, bądź usunięty w wyniku ruchów ikonoklastycznych w 1572 roku. Przetrwały dwa późnogotyckie tryptyki, jednakże ze śladami zniszczeń głównie na głowach postaci Maryi i świętych. W kaplicy Rudolfa van Diepholt zachowało się gotyckie malowidło przedstawiające Grupę Ukrzyżowania. Z dzieł sztuki sepulkralnej wyróżnia się  gotycki nagrobek biskupa Gwijde van Henegouwen, (brata Jana II, księcia Holandii i Hainatu, który był również biskupem Utrechtu w latach 1301-1317), tumbowy z całopostaciowym wizerunkiem hierarchy i postaciami świętych na bokach tumby (ze zniszczonymi przez ikonoklastów głowami).

## Wieża katedralna
Licząca 112,32 m wysokości wieża znana jako Domtoren zbudowana jest na planie kwadratu i składa się z trzech części (bloków). Najniższa część liczy trzy kondygnacje. Niegdyś w drugiej kondygnacji znajdowała się prywatna kaplica biskupia, powyżej zaś pomieszczenie zamieszkane przez strażników; wieża pełniła funkcję wartowniczą, podobnie jak obwarowania miejskie. Część środkowa ma zbliżony plan lecz ma nieco węższe boki, wewnątrz mieszczą się dzwony. Najwyższa część ma plan oktogonalny. Elewacje zdobią liczne okna, ślepe okna i wnęki z bogatą dekoracją maswerkową przez co wieża zyskuje na wertykalności. Część oktogonalna jest ażurowa; ściany niemal w całości są przeprute oknami zwieńczonymi wimpergami. Wieża jest zwieńczona przysadzistym ostrosłupowym hełmem.
Budowa wieży spotkała się z krytyką kaznodziei Geerta Groote, który napisał specjalny traktat Contra turrim Traiectensem  (Przeciwko wieży utrechckiej) zarzucając próżność tej inwestycji. Architektura wieży zainspirowała budowniczych kościołów m.in. w Amersfoort, Rhenen i Groningen.
Wieża jest także ważnym punktem turystycznym. Każdy z trzech bloków zwieńczony jest balustradą. Po przejściu schodów liczących 465 stopni znajduje się wejście na główną platformę widokową usytuowaną u nasady hełmu. Roztacza się z niej rozległa panorama Utrechtu i okolic, zaś przy dobrej widzialności dostrzegalna jest zabudowa innych miast m.in. Hagi, Haarlemu, Rotterdamu i Amsterdamu.

## Dzwony

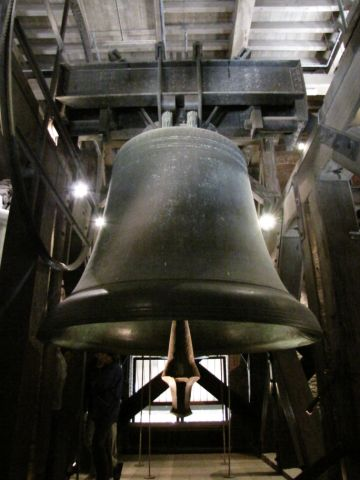
Dzwon Salvator

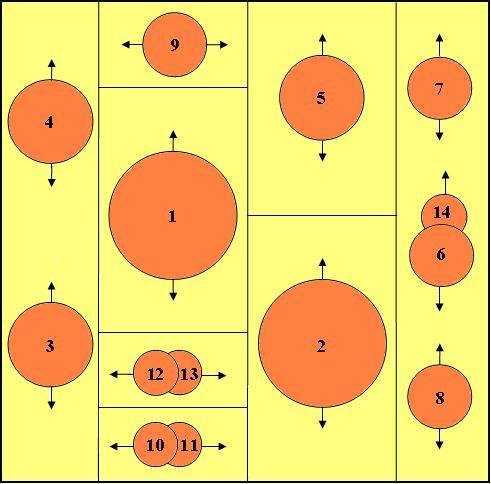
Schematyczne rozmieszczenie dzwonów.

Wewnątrz środkowej części wieży wisi 14 dzwonów, w tym siedem zabytkowych, które stanowią zachowaną część dawnego zespołu 13 dzwonów, które odlał w 1505 r. działający w Niderlandach oraz w niemieckiej Saksonii i Turyngii Gerhard van Wou. Największy z nich nazywa się Salvator. Siedem współczesnych dzwonów odlanych w ludwisarni Eijsbouts w Asten. Wszystkie dzwony biją wyłącznie podczas głównych świąt kościelnych i państwowych i najważniejszych dla miasta okoliczności:
- Nowy Rok - o północy
- Boże Narodzenie - od godz. 23:00,
- Wielkanoc - 06:40 oraz 10:00
- Dzień Królowej (Koninginnedag) - od godz. 9:00,
- Nationale Dodenherdenking - święto w Holandii upamiętniające ofiary II wojny światowej, dnia 4 maja w godzinach 19:30 - 20:00.
- Wniebowstąpienie Pańskie - od godz. 10:00
- Zesłanie Ducha Świętego - od godz. 10:00

Wszystkie dzwony biją także z okazji otwarcia Festiwalu Muzyki Dawnej Oude-Muziek-Festivals o godz. 12.

### Lista dzwonów
Na podstawie:
| Nr | Nazwa                      | Dźwięk | Średnica (mm) | Masa (kg) | Ludwisarz i miejsce odlania  | Data odlania |
| 1  | Salvator                   | fis0   | 2270          | 8227      | Gerhard van Wou              | 1505         |
| 2  | Maria                      | gis0   | 2030          | 5915      | Gerhard van Wou              | 1505         |
| 3  | Martinus                   | ais0   | 1820          | 4273      | Gerhard van Wou              | 1505         |
| 4  | Michaël                    | h0     | 1700          | 3343      | Gerhard van Wou              | 1505         |
| 5  | Johannes Baptista          | cis1   | 1530          | 2398      | Gerhard van Wou              | 1505         |
| 6  | Maria Magdalena            | dis1   | 1360          | 1655      | Gerhard van Wou              | 1505         |
| 7  | Agnes Maior                | e1     | 1270          | 1305      | Koninklijke Eijsbouts, Asten | 1982         |
| 8  | Agnes Minor                | eis1   | 1220          | 1146      | Koninklijke Eijsbouts, Asten | 1982         |
| 9  | Pontianus                  | fis1   | 1140          | 942       | Koninklijke Eijsbouts, Asten | 1982         |
| 10 | Campana Crucis (Kruisklok) | gis1   | 1020          | 662       | Koninklijke Eijsbouts, Asten | 1982         |
| 11 | Benignus                   | ais1   | 910           | 467       | Koninklijke Eijsbouts, Asten | 1982         |
| 12 | Thomas                     | h1     | 850           | 396       | Koninklijke Eijsbouts, Asten | 1982         |
| 13 | Adrianus                   | cis2   | 760           | 281       | Koninklijke Eijsbouts, Asten | 1982         |
| 14 | Jezus Maria Johannes       | h1     | 820           | 392       | Gerhard van Wou              | 1506         |

## Ikonografia
Katedra utrechcka z charakterystyczną wieżą pojawia się w licznych dziełach malarstwa, począwszy od gotyku. Ikonografia katedry upowszechniła się w XV i XVI wieku, w malarstwie niderlandzkim i dolnoreńskim, a także gdańskim. Do najstarszych przedstawień zalicza się m.in. Ołtarz Gandawski (1432) (Katedra Św. Bawona w Gandawie) i Madonna kanclerza Rolin (ok. 1435 Paryż, Luwr) pędzla Jana van Eycka. W przypadku pierwszego dzieła katedra utrechcka figuruje w środkowej części horyzontu sceny Adoracji Baranka Mistycznego. Z późniejszych dzieł m.in. w Ukrzyżowaniu pędzla Mistrza Utrechckiego, obrazie o podobnym temacie Mistrza Zdjęcia z Krzyża z Kolekcji Figdorskiej. Motyw katedry utrechckiej znany jest też w malarstwie miniaturowym, czego przykładem jest miniatura Modlitwy Króla Dawida w Godzinkach Vreela (ok. 1450-60). Z malarstwa dolnoreńskiego m.in. portrecie nieznanego mężczyzny Mistrza Świętego Bartłomieja (ok. 1460, Wallraf-Richartz-Museum w Kolonii). Katedra utrechcka pojawia się również w Kalwarii pędzla Mistrza z Frankfurtu (prawdopodobnie znanego jako Hendrik van Wueluwe), namalowanej około 1520 (Städel Museum, Frankfurt nad Menem) a także w tryptyku Trzech Króli pędzla Jacoba van Utrecht (ok 1520, Wallraf-Richartz-Museum) W Muzeum Narodowym we Wrocławiu prezentowany jest obraz Modlitwa świętego Hieronima pędzla anonima niderlandzkiego z ok. 1475, gdzie tło zdobi pejzaż z sylwetką świątyni. Ponadto wieża katedry utrechckiej widoczna jest w tle cyklu pasyjnego na rewersie prawego skrzydła Tryptyku Jerozolimskiego w kościele Mariackim w Gdańsku (obecnie w MNW).
Z dzieł malarstwa holenderskiego XVII wieku wyróżnia się obraz Miasto pędzla Joosta C. Droochsloot (ok. 1630, Utrecht, Centraal Museum), które de facto jest panoramą Utrechtu.

## Galeria

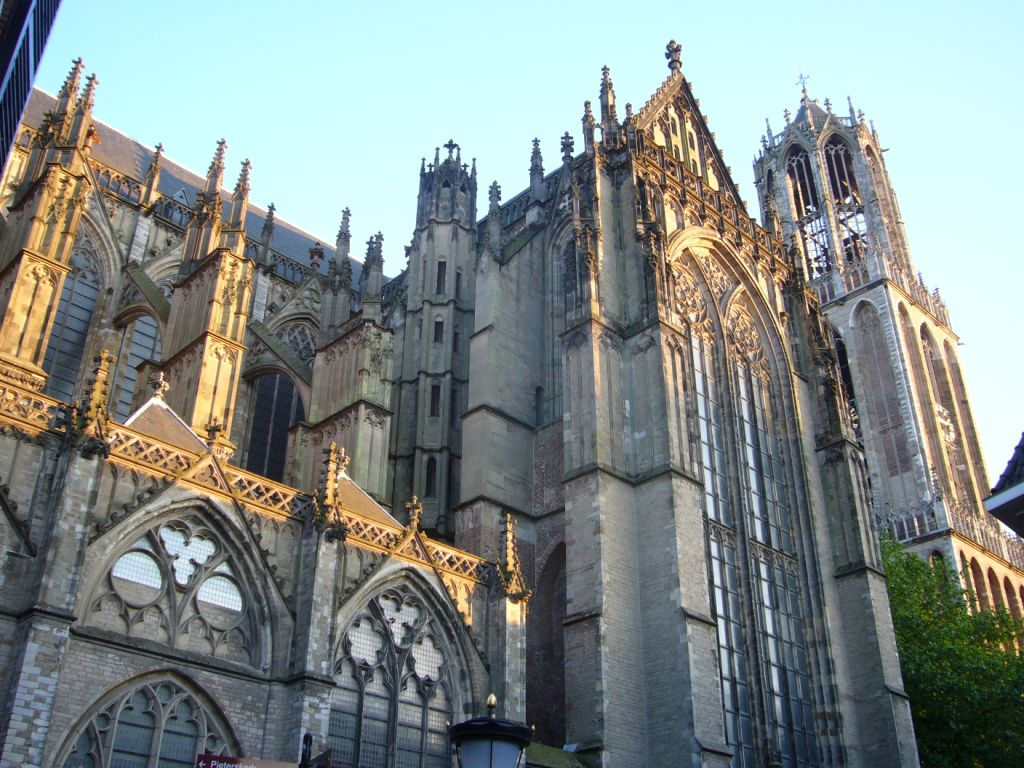
Widok na katedrę od północnego wschodu
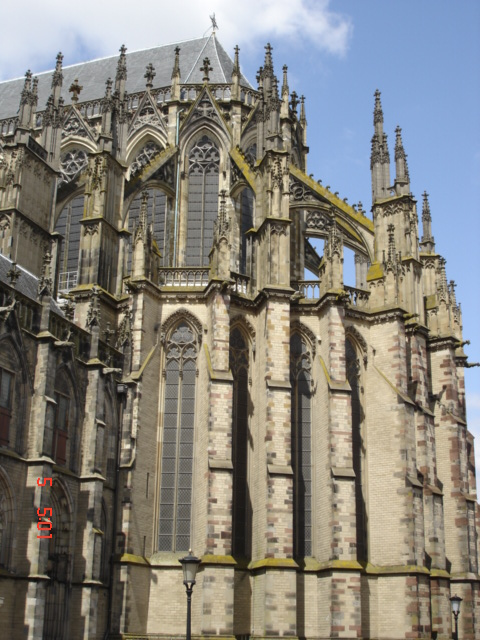
Fragment gotyckiego prezbiterium
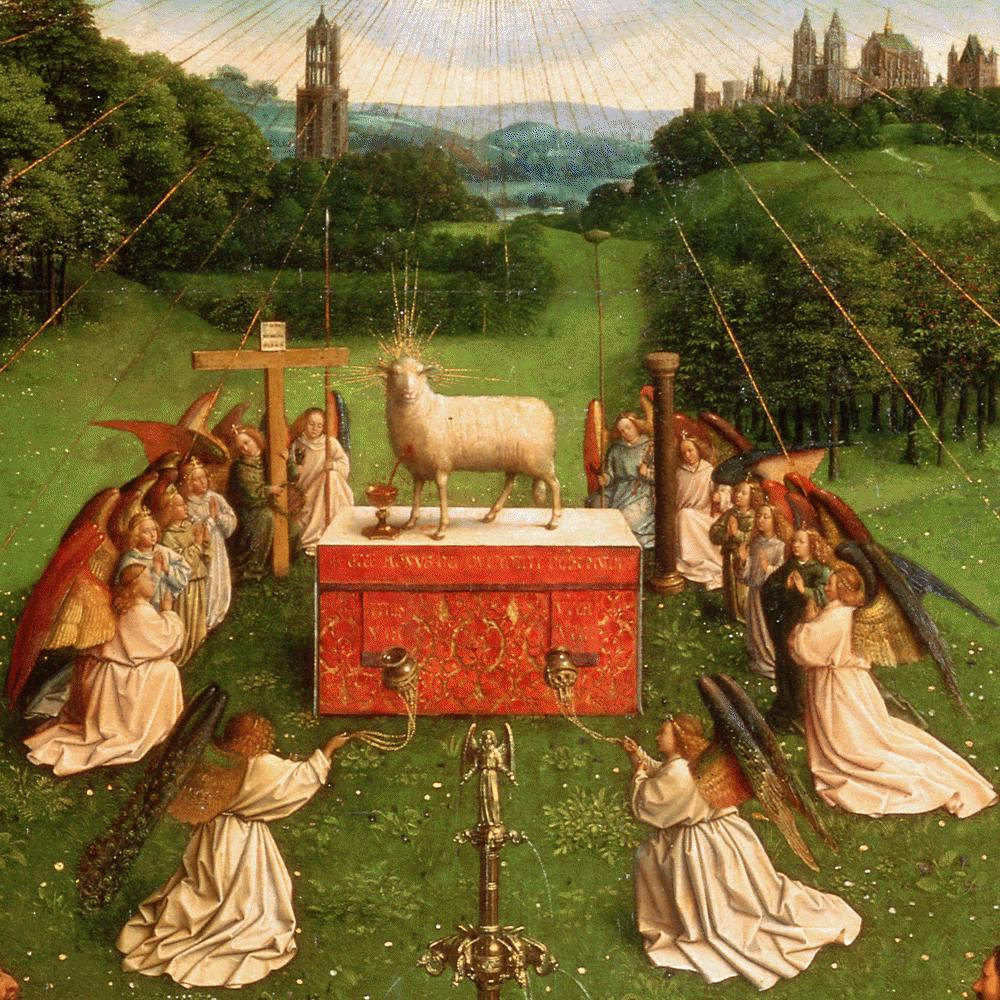
Adoracja Baranka Bożego -  fragment części środkowej Ołtarza Gandawskiego Huberta i Jana van Eycków
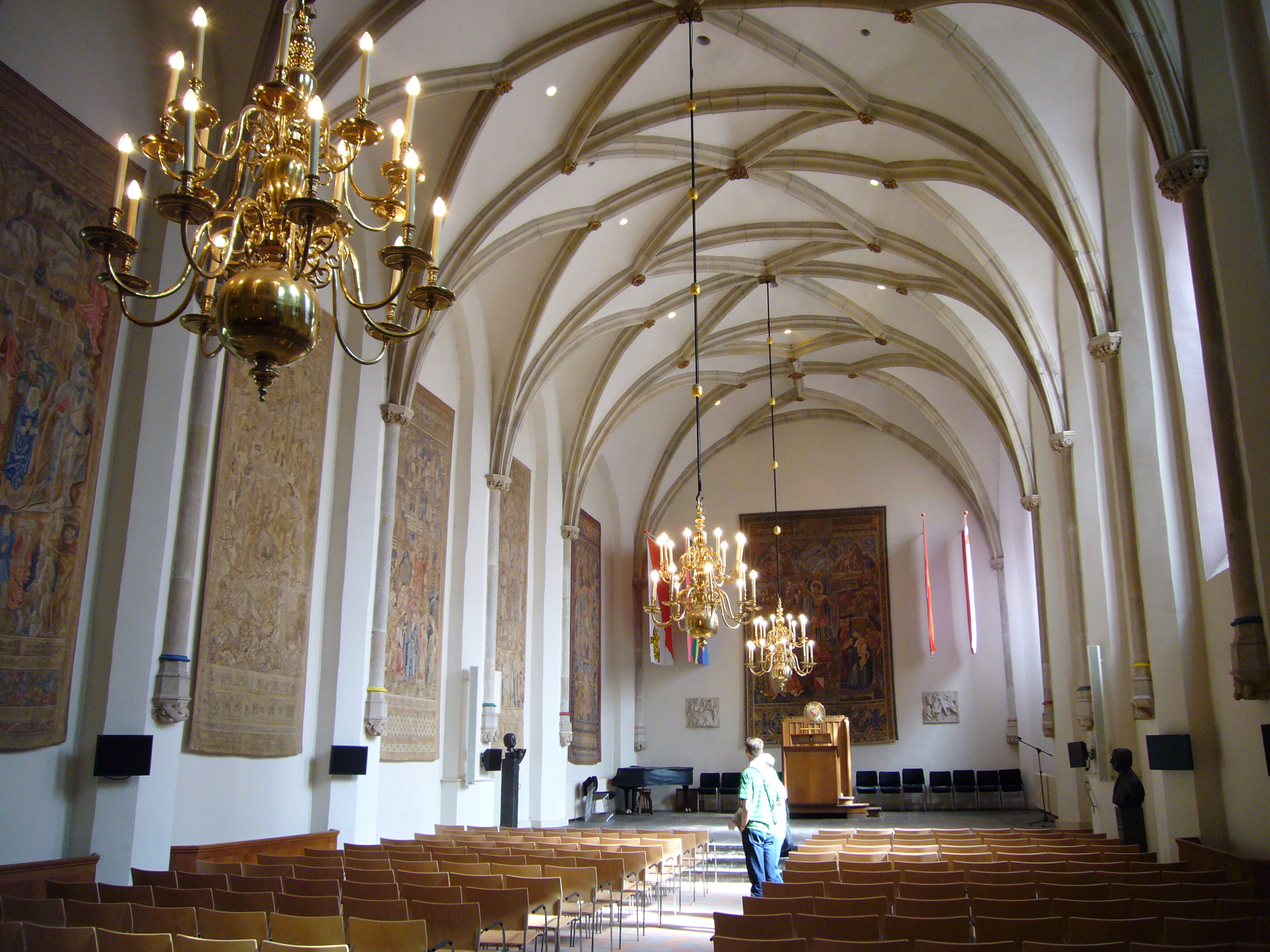
Wnętrze kapitularza
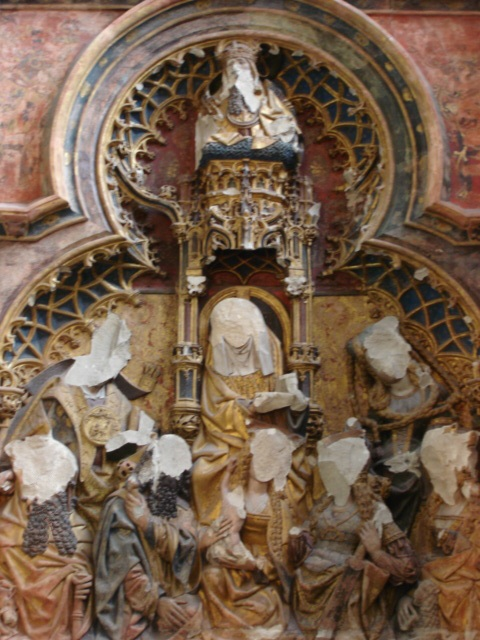
Zniszczone przez ikonoklastów retabulum ołtarzowe w katedrze
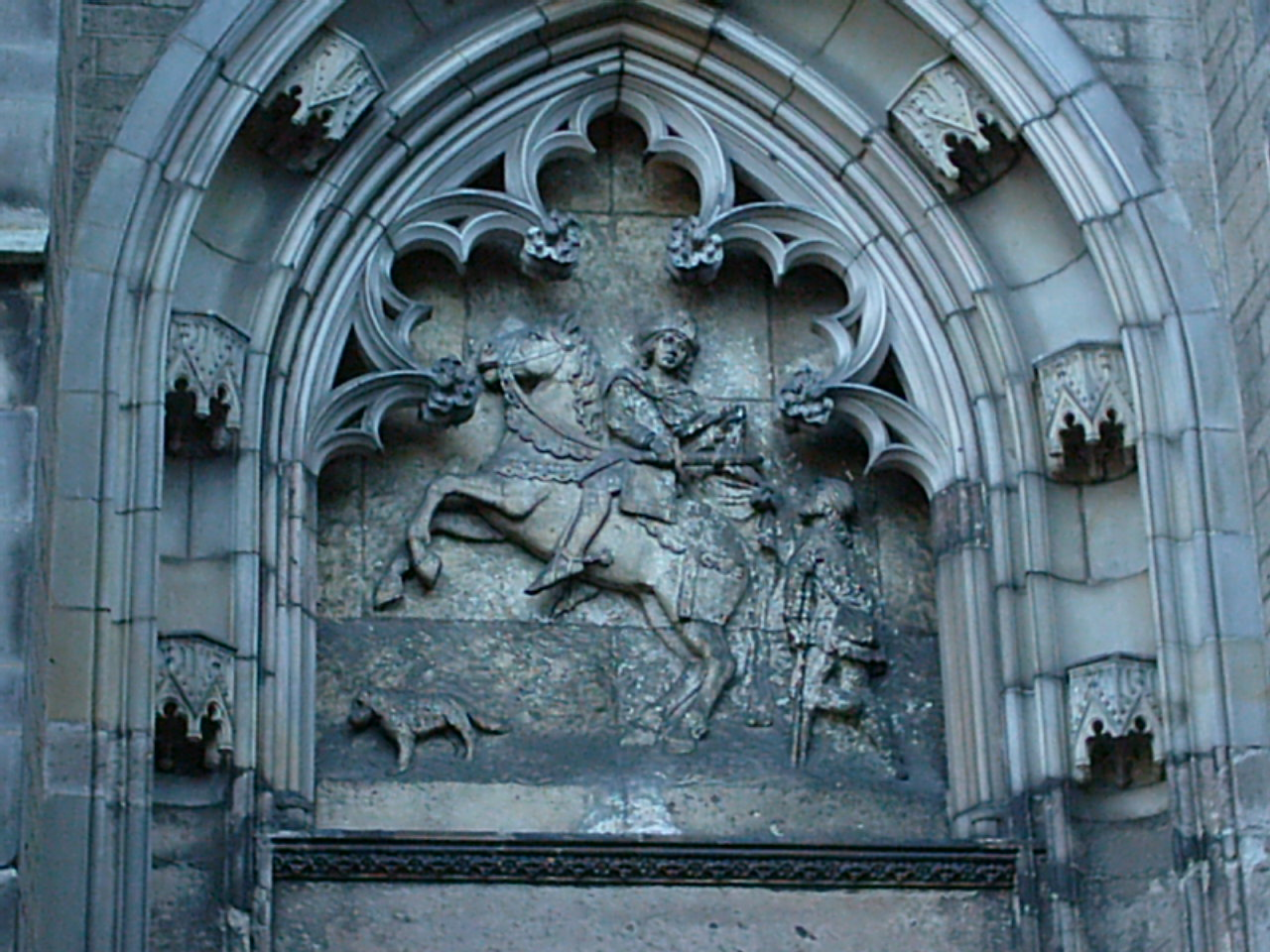
Święty Marcin - jedno z ocalałych ze zniszczeń ikonoklazmu przedstawień figuralnych
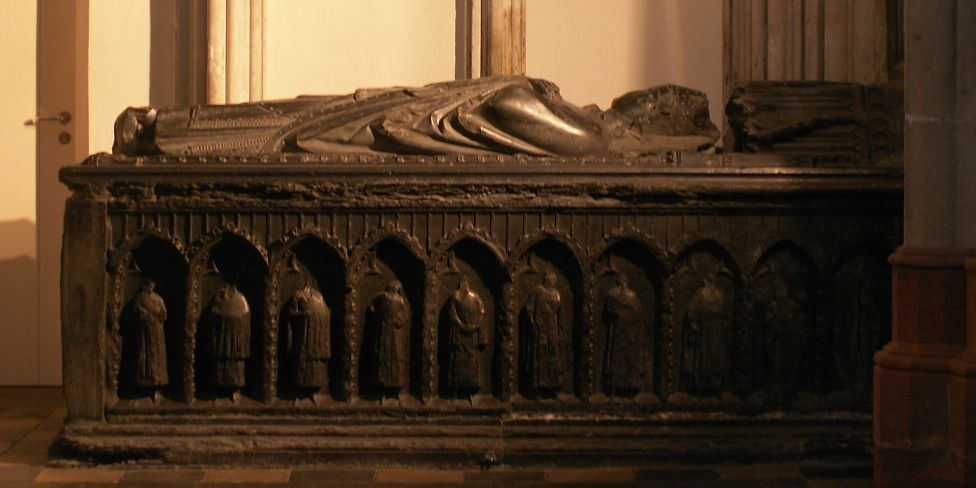
Gotycki nagrobek tumbowy biskupa Gwijde van Henegouwen
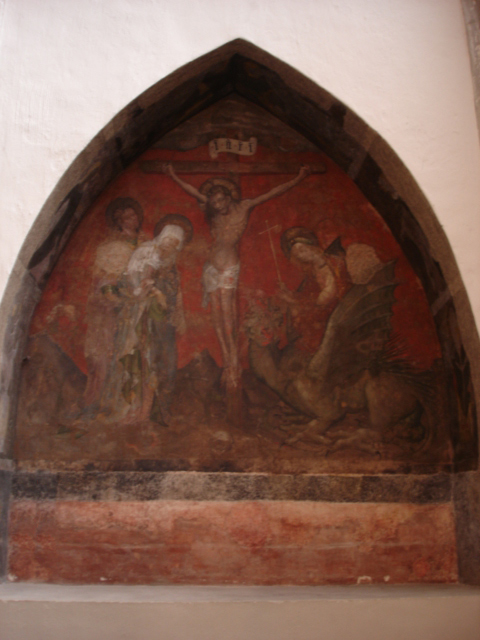
Gotyckie malowidło ścienne ze sceną Ukrzyżowania